# Dall-disznódelfin
A Dall-disznódelfin  vagy Dall-delfin (Phocoenoides dalli) az emlősök (Mammalia) osztályának párosujjú patások (Artiodactyla) rendjébe, ezen belül a disznódelfinfélék (Phocoenidae) családjába tartozó faj.
Nemének az egyetlen faja. A fajt William Healey Dall amerikai természettudósról nevezték el.

## Előfordulása
Az északi Csendes-óceán hideg vizeiben fordul elő. Gyakran található a partok közelében (általában mély vizek és árkok környékén), de a nyílt tengeren is. 500 m-nél mélyebbről is táplálkozhat. Gyakran társul a csendes-óceáni fehérsávos delfinnel (Lagenorhynchus obliquidens) (az északi szélesség 50°-tól délre) és a hosszúszárnyú gömbölyűfejű-delfinnel (az északi szélesség 40°-tól délre). Vándorlása nem nagyon ismert, de nyaranta látszólag észak falé, télire pedig déli irányba mozog a nyugati Csendes-óceánban, ahol egyes területeken a partok, illetve a nyílt vizek között is történhet vándorlás. Némely állatok a nyarat messze északon, a Bering-szorosban töltik.

## Alfajai
- Phocoenoides dalli dalli True, 1885
- Phocoenoides dalli truei Andrews, 1911

## Megjelenése
Nagy sebességgel érkezik a felszínre, és általában csak homályosan látható. Messziről is azonosítható az őt követő vízsugárról, csak viharos tengeren nehéz az azonosítás a fehér tarajú habokban. A vízsugár az állat feje körül jön létre, amikor hirtelen a felszínre tör lélegezni. A csendes-óceáni delfin néha hasonló vízsugarat produkál, de annak magasabb, sarló hátúszója van és akrobatikusabb, mint a Dall-disznódelfin. Két elkülönült változata van, a Dall-változat és a True- változat. Ezek elterjedése, fekete-fehér mintázata és testmérete eltérő, még ezeken belül is számos forma létezik, láttak már tiszta fekete, tiszta fehér és tarka foltos állatokat is.
Hátúszó: Kissé a középpont előtt helyezkedik el.
Felnőtt tömeg: Kb. 135–220 kg.
Újszülött tömeg: Ismeretlen.
Újszülött mérete: 85 cm.
Felnőtt mérete: 1,7–2,2 m.

## Képek a Dall-disznódelfinről

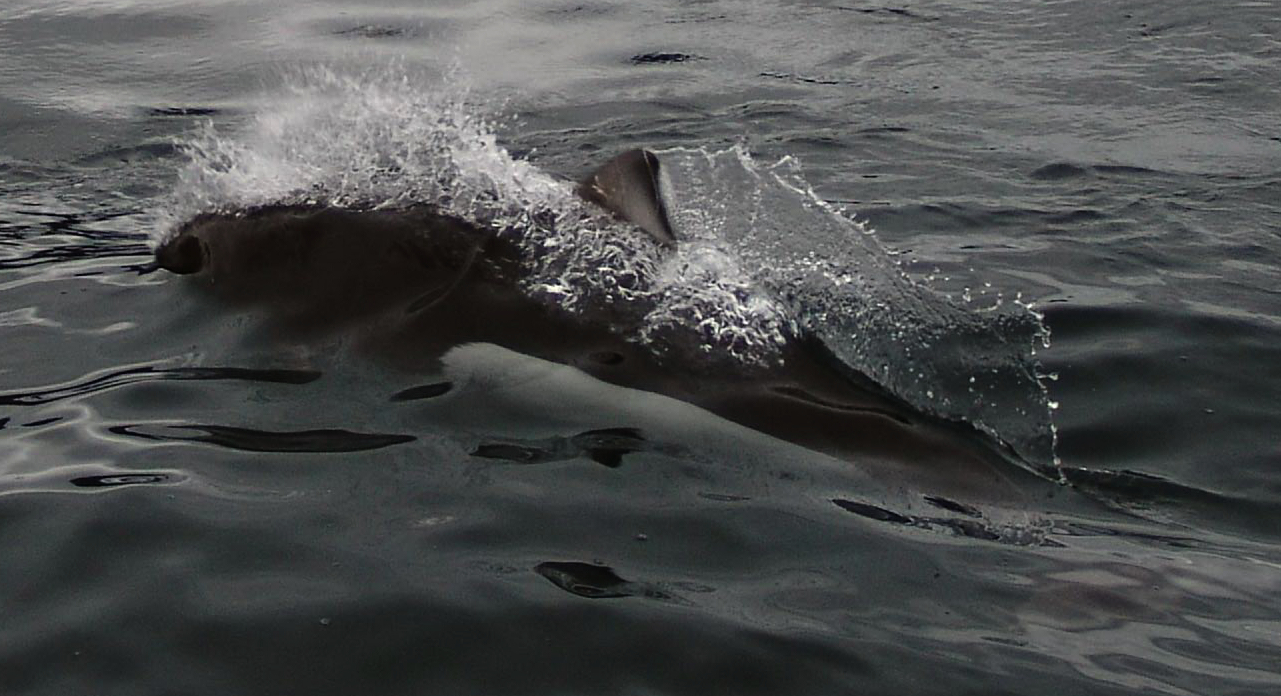
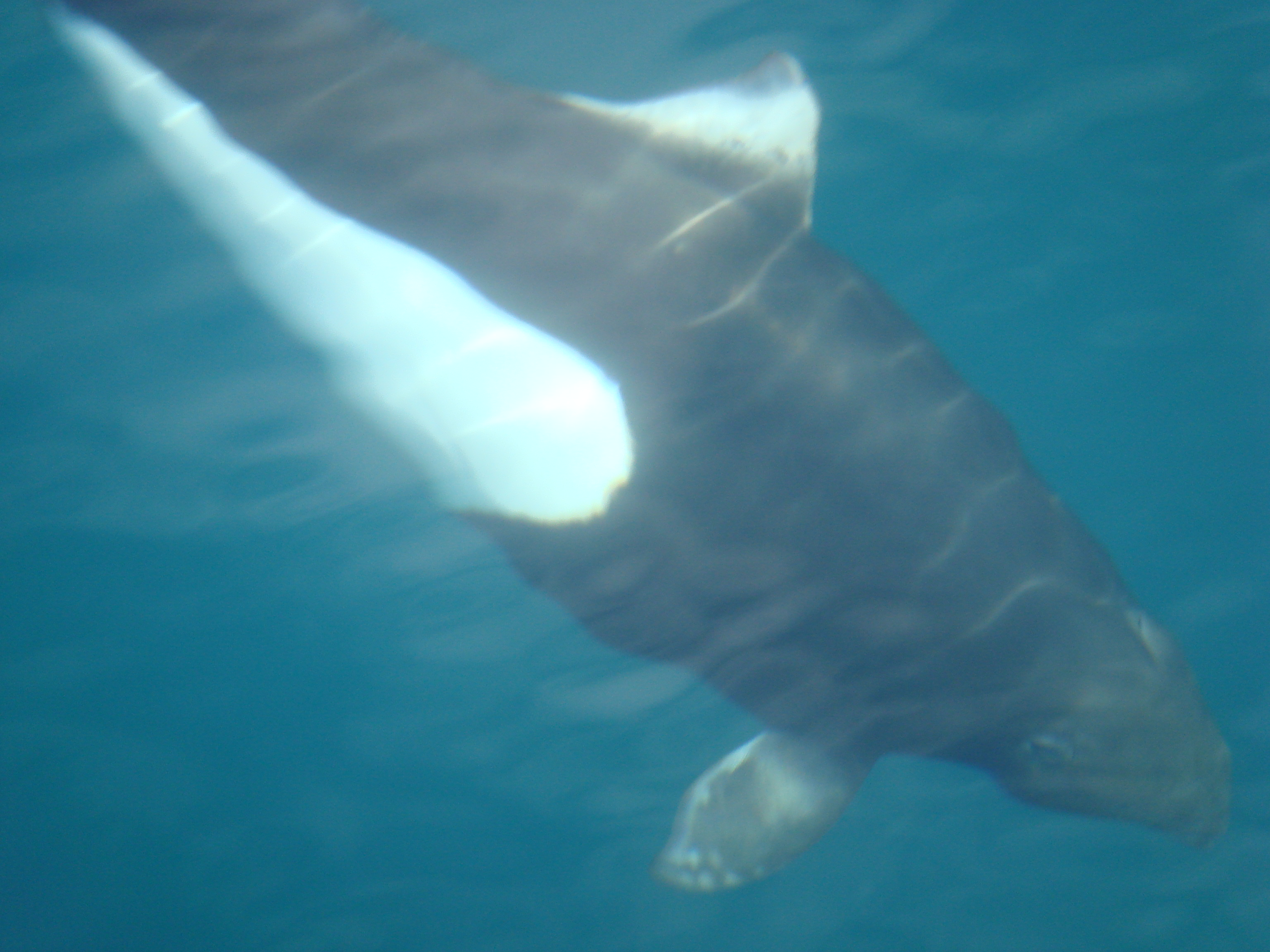
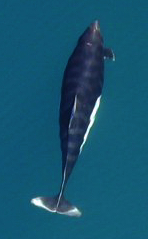
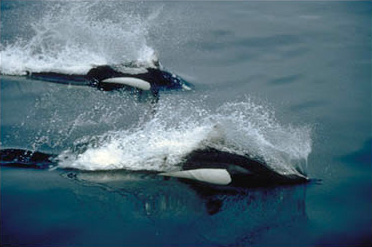

## Életmódja
Majdhogynem hiperaktívnak mondható. Nagy sebességgel szökdécsel és ide-oda úszkál, majd hirtelen eltűnik. Úszási sebessége elérheti az 55 km/órát. Az egyetlen disznódelfin, amely verseng azért, hogy a csónakok orrvizében úszhasson, de gyorsan elveszíti érdeklődését, ha azok 20 km/óra sebességnél lassabban haladnak. Úszhatnak a járművek oldalvizében is. Ritkán ugranak ki a vízből, nem úsznak delfinszerűen, mint más cetek, de felszínre törésüket vízsugár jelzi. Átlagos csoportmérete 1-20 egyedből áll, de a táplálékdús területeken százak gyülekezhetnek. Tápláléka halakból, kalmárokból vagy polipokból és világító- krillekből vagy egyéb rákokból áll.